# تايرون لامونت
تايرون لامونت (بالإنجليزية: Tyrone Lamont)‏ هو لاعب كرة قاعدة جنوب أفريقي، ولد في 3 أبريل 1985 في ديربان في جنوب أفريقيا.

## روابط خارجية
- تايرون لامونت على موقعبيزبول رفرنس.كوم (الدوري الثانوي) (الإنجليزية)